# Integrismo (Espanha)

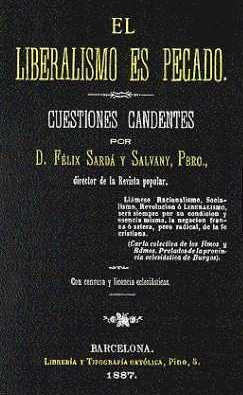
O Liberalismo é Pecado, 1887

O Integrismo foi uma filosofia política espanhola do final do século XIX e início do século XX. Enraizados em grupos católicos ultraconservadores como os Neocatólicos  ou os Carlistas  , os integristas representavam a formação mais à direita do espectro político da Restauração. A sua visão descartava a tolerância religiosa e abraçava um Estado construído segundo linhas estritamente Católicas.
Os Integristas opunham-se ao Liberalismo e ao sistema parlamentarista, defendendo um regime orgânico  acidentalista. Liderados inicialmente por Ramón Nocedal Romea e depois por Juan Olazábal Ramery , atuavam como uma estrutura política denominada Partido Católico Nacional  (também conhecido como Partido Integrista), mas o grupo manteve a sua influência principalmente graças a uma série de periódicos, liderados pelo jornal Madrileno El Siglo Futuro. Embora o integrismo tenha desfrutado de algum impulso quando surgiu formalmente no final da década de 1880, logo foi reduzido a uma força política de terceira categoria e, por fim, ainda liderados por Olazábal juntaram-se a uma organização Carlista, a Comunhão Tradicionalista. 